# Lopholejeunea latialata
Lopholejeunea latialata là một loài Rêu trong họ Lejeuneaceae. Loài này được Mizut. mô tả khoa học đầu tiên năm 1979.